# Georges de Challant
Georges de Challant (né en 1440 - † 30 décembre 1509 à Pignerol) (également italianisé en Giorgio di Challant), noble valdôtain appartenant à la maison de Challant, il cumule de nombreux bénéfices ecclésiastiques  et met ses immenses ressources au service de son goût pour les arts en devenant un mécène local de la Renaissance.

## Origine
Georges de Challant est le troisième fils d'Amédée de Challant-Aymavilles (teste, 22 octobre 1473), seigneur de Varey, Usson et Retourtour depuis 1427, et d'Anne de la Palud (teste,  le 10 décembre 1476), fille de Guy de la Palud, seigneur de Varambon et Saint-Julien. Son père est le fils cadet du maréchal de Savoie Boniface Ier de Challant († 1426) seigneur de Fénis.

## Carrière ecclésiastique
Georges de Challant entre très jeune dans les ordres et est nommé dès 1455 chanoine-comte de la primatiale Saint-Jean de Lyon avec le titre honorifique de « Comte de Lyon ». Il poursuit ses études aux universités de Turin, Avignon et Rome et devient docteur en théologie en 1458. En 1460 il est nommé chanoine de la Cathédrale d'Aoste. Le Chapitre tente en vain de l'imposer comme évêque d'Aoste en 1464 après la mort d'Antoine de Prez. Chanoine de Lausanne en 1467 il devient enfin en 1468 prieur commendataire de la Collégiale de Saint-Ours.
Dans le contexte du développement de la régime de la commende il cumule alors les bénéfices ecclésiastiques. En 1479 il est archidiacre de la cathédrale puis Prévôt de Saint-Gilles de Verrès, il obtient en commende cinq paroisses dans la Vallée d'Aoste ; Fénis, Villeneuve, Saint-Vincent (1469) ; La Salle et Valpelline et deux hors du diocèse Chivasso et Villafranca. Il est en outre abbé de Pignerol.    
Georges de Challant protonotaire apostolique est un temps conseiller du duc de Savoie et gouverneur de la Vallée d'Aoste. C'est dans ce cadre qu'il assure la tutelle de Philibert de Challant et de son frère Charles, les jeunes fils de Louis de Challant, 3e comte de Challant († 1487/1489).
Georges de Challant meurt à l'abbaye de Pignerol, le 30 décembre 1509. Son corps est inhumé dans la collégiale de Saint-Ours, à Aoste.

## Le mécène

### À Aoste
Vers 1474 il commence l'œuvre de restauration et d'embellissement de la collégiale de Saint-Ours les travaux se poursuivent jusqu'en 1500 il abaisse la nef centrale qu'il complète de deux nefs latérales ; les nervures sont décorés de fresques gothiques. Georges de Challant restaure également le cloître et la chapelle souterraine qu'il fait décorer de peintures. Il fait élever le bâtiment du prieuré où il réside dans le plus pur style renaissance. Le prieuré se compose de trois corps de logis et d'une cour octogonale en briques. Au première étage il fait décorer la chapelle où il se fait représenter à genoux devant la Sainte-Vierge. Il fait enfin réaliser vers 1500 les stalles du chœur par le scpulteur genevois Pierre Mocher.
Georges de Challant intervient aussi dans la cathédrale d'Aoste en accord avec l'évêque François de Prez, où en 1493 il fait exhausser la nef centrale et réaliser les vitraux par Pierre Vaser. Il est également le protecteur du couvent des Cordeliers d'Aoste qui détenait les tombeaux des membres de sa famille et où il fait vouter l'église. Il est enfin à l'origine de la réalisation de deux importantes œuvres; un missel illustré  le célèbre « Missale magnum festivum Georgii Challandi » et l' « Officium Beatae Virginis ».
À la fin de sa vie il obtient du duc Charles II de Savoie le don de l'Arc Honoraire d'Auguste qu'il envisageait de faire restaurer et transformer en chapelle mais la mort l'empêche de réaliser ce projet.

### Au château d'Issogne
À partir de la fin de la décennie 1480 il poursuit la complète réhabilitation du château d'Issogne entreprise par le comte Louis de Challant dont il assume la tutelle des fils. Il modifie sensiblement la structure du château en ajoutant entre autres la chapelle, le jardin et un nouveau bâtiment, en déplaçant l'entrée et en faisant décorer les salles.

### Sources
- Abbé Joseph-Marie Henry, Histoire populaire religieuse et civile de la Vallée d'Aoste. Imprimerie Marguerettaz, Aoste (1929) réédition en 1967, chapitre n° 162. « le chanoine Georges de Challant (1440-1509) » p. 206-208.
- J. Beyssac Georges de Challant, Chanoine de l'Église et comte de Lyon, Chanoine et archidiacre de Notre-Dame-d'Aoste, Prieur de Saint-Ours Ve Mougin-Rusand, 1899.
- Roberta Bordon, Georges de Challant priore illuminato

Atti delle giornate di celebrazione del V centenario della morte (1509-2009), Régione autonome Vallée d'Aoste, 2011.
- (it) Albert-Marie Careggio, Missale Magnum festivum Domini Georgii Challandi, Cod, 43, XV sec. - Apparato critico all'edizione fac-simile, (Priuli-Verlucca, Romano Canavese 1992).
- (it) Alessandra Vallet: Il miniatore di Giorgio di Challant: l’arte e la vita di un artista itinerante nella regione alpina occidentale alla fine del Medioevo; Le Château Edizioni, Aosta 1999; 157 p., ill.;  (ISBN 88-87214-29-8)